# Mammoetsaus
Mammoetsaus of mammouthsaus is een zoete, kruidige saus op basis van mayonaise, tomatenpuree, look en ajuintjes. Verder wordt er ook vaak suiker en andere specerijen zoals gele kerrie aan toegevoegd.

## Gebruik
Mammoetsaus is voornamelijk te verkrijgen in frietkoten of frietkramen in België en Nederland. Het wordt bijna uitsluitend bij frieten, gefrituurde snacks en fastfood geserveerd.
In vele frituren staat een mammoet-snack op de menukaart, hetgeen een langere soort frikandel is. Hier hoort dan mammoetsaus bij.